# Die Sache mit Schorrsiegel
Die Sache mit Schorrsiegel ist ein deutscher Stummfilmkrimi von Jaap Speyer aus dem Jahre 1928 mit Bernhard Goetzke, Walter Rilla und Anita Dorris in den Hauptrollen. Die Geschichte basiert auf dem gleichnamigen, im selben Jahr bei Ullstein erschienenen Roman von Fred Andreas.

## Handlung
Der Berliner Bildhauer Bernhard Benda hat den mit ihm befreundeten Staatsminister Schorrsiegel niedergeschossen, weil dieser ihn mit Bendas Ehefrau betrogen hat. Im Glauben, einen Mord begangen zu haben, flieht Benda in Panik nach Amsterdam, wo er verwirrt aufgegriffen und von einem Polizisten zwecks Behandlung in das Haus des berühmten Mediziners Prof. de Geer verbracht wird. Doortje, die Pflegetochter de Geers, übernimmt Krankenschwester-Pflichten und kümmert sich um den sich scheinbar im Fieberwahn Befindlichen mit großer Sorgfalt. In seinen Fieberträumen erzählt Benda von seiner Bluttat, dank der der Professor rasch die Zusammenhänge errät. De Geer macht dem kranken Deutschen ein seltsames Angebot. Er werde ihm auch weiterhin Unterschlupf gewähren, aber unter einer Bedingung: Benda dürfe keinesfalls Zeitungen lesen und auch nicht das Haus auf eigene Faust verlassen. Außerdem müsse er sich „unsichtbar“ machen, sollte im Haus de Geer Besuch erwartet werden. Benda weiß nicht, dass er zum Studienobjekt des mysteriösen Professors gemacht werden soll.
Es braucht einige Zeit, bis Bernhard Benda die Hintergründe für Prof. de Geers Verhalten durchschaut: Der Arzt hatte einst selbst einen Mord begangen, leidet seit diesem Tag unter schweren Gewissensqualen und hat übermäßig zu trinken begonnen. In dieser Verstrickung gefangen, offeriert de Beer seinem Gegenüber, den er als Seelenverwandter ansieht, ein merkwürdiges Angebot. Sie beide haben eine Schandtat verübt, und als Buße sollten beide Karten miteinander spielen: Wer verliert, müsse sich selbst töten. Doch Benda hängt viel zu sehr an seinem Leben, und deshalb flieht der Deutsche aus dem Haus des Professors. Daraufhin erschießt sich de Geer selbst. Von der gewachsenen Liebe zu Doortje getrieben, kehrt Benda in die Heimat zurück, auch um sich den dortigen Behörden zu stellen. Bei der Polizei eingetroffen, muss der junge Mann erfahren, dass Schorrsiegel lebt und von Bendas Schuss lediglich leicht verwundet worden war. Benda beschließt daraufhin, Nägel mit Köpfen zu machen und sich von seiner untreuen Gattin scheiden zu lassen. Damit ist er zugleich frei für seine Doortje.

## Produktionsnotizen
Die Sache mit Schorrsiegel entstand im Winter 1927/28, passierte die Filmzensur am 31. März 1928 und wurde am 7. April desselben Jahres in Berlins Beba-Palast uraufgeführt. Der Siebenakter besaß eine Länge von 2659 Metern und wurde mit Jugendverbot belegt. In Österreich lief der Streifen unter dem Titel Der Gefangene von Amsterdam.
Die Aufnahmeleitung übernahm Hermann Grund, die Filmbauten gestaltete Hans Jacoby.
Dies war der letzte Film von Helga Molander.

## Kritiken
Im Kino-Journal heißt es: „Ein spannender Kriminalroman, zugleich aber auch eine tiefer schürfende psychologische Studie über die seelischen Auswirkungen der Tat. (…) Wie man erkennt kein alltägliches Problem.“
Die Neue Freie Presse konstatierte: „Jaap Speyer, der Regisseur, verzichtet auf nahe liegende Caligarismen, ebenso wie sein Kameramann Nikolaus Farkas, der mit kalkiger Belichtung und geschickten Ueberblendungen starke Wirkung erzielt. Beide holen ihre Effekte aus der Wirkung der Ereignisse und nicht – wie der Roman – aus der Andeutung jenseitiger Bezirke. Auch die Darsteller schließen sich diesem Stil an. (…) Der Film hinterläßt den starken Eindruck eines durchdachten und kultivierten Werkes“.